# Câu lạc bộ bóng đá Đông Á Thanh Hóa mùa bóng 2023
Mùa bóng 2023 là mùa giải thứ 24 trong lịch sử của câu lạc bộ Đông Á Thanh Hóa và là mùa thứ 17 liên tiếp đội bóng thi đấu tại V.League 1, giải bóng đá cấp độ cao nhất trong hệ thống giải đấu của bóng đá Việt Nam.

## Đội hình
Ghi chú: Quốc kỳ chỉ đội tuyển quốc gia được xác định rõ trong điều lệ tư cách FIFA. Các cầu thủ có thể giữ hơn một quốc tịch ngoài FIFA.
| Số | VT | Quốc gia | Cầu thủ                       |
| -- | -- | -------- | ----------------------------- |
| 1  | TM | Việt Nam | Lương Bá Sơn                  |
| 2  | TV | Việt Nam | Hoàng Đình Tùng               |
| 3  | HV | Việt Nam | Vũ Xuân Cường                 |
| 4  | HV | Việt Nam | Đàm Tiến Dũng                 |
| 5  | HV | Việt Nam | Nguyễn Minh Tùng (đội trưởng) |
| 6  | HV | Việt Nam | Nguyễn Sỹ Nam                 |
| 7  | TV | Việt Nam | Nguyễn Hữu Dũng               |
| 8  | TĐ | Việt Nam | Võ Nguyên Hoàng               |
| 9  | TV | Việt Nam | Lê Xuân Hùng                  |
| 10 | TV | Việt Nam | Lê Văn Thắng (đội phó)        |
| 11 | TV | Việt Nam | Lê Phạm Thành Long            |
| 12 | TV | Việt Nam | Nguyễn Thái Sơn               |
| 14 | HV | Việt Nam | Trương Thanh Nam              |
| 15 | HV | Việt Nam | Trịnh Văn Lợi                 |
| 16 | HV | Việt Nam | Đinh Tiến Thành               |
| 17 | TV | Việt Nam | Lâm Ti Phông                  |
| 18 | HV | Việt Nam | Nguyễn Nam Anh                |
| 19 | TV | Việt Nam | Lê Quốc Phương                |

| Số | VT | Quốc gia | Cầu thủ                     |
| -- | -- | -------- | --------------------------- |
| 20 | TĐ | Việt Nam | Nguyễn Trọng Hùng           |
| 21 | HV | Việt Nam | Nguyễn Đình Huyên           |
| 22 | TV | Việt Nam | Trần Văn Hòa                |
| 25 | TM | Việt Nam | Nguyễn Thanh Diệp           |
| 27 | TV | Việt Nam | A Mít (mượn từ SHB Đà Nẵng) |
| 28 | TV | Việt Nam | Hoàng Thái Bình             |
| 29 | HV | Việt Nam | Đoàn Ngọc Hà                |
| 32 | TV | Việt Nam | Lê Ngọc Nam                 |
| 34 | TV | Việt Nam | Doãn Ngọc Tân               |
| 37 | TĐ | Brasil   | Bruno Cantanhede            |
| 67 | TM | Việt Nam | Trịnh Xuân Hoàng            |
| 77 | TĐ | Brasil   | Paulo Conrado               |
| 91 | TĐ | Việt Nam | Lê Thanh Bình               |
| 95 | HV | Brasil   | Gustavo Sant'Ana            |

## Chuyển nhượng

#### Chuyển đến
| #             | VT           | Cầu thủ          | Từ                    | Phí           | Ref.         |
| Đầu mùa giải  | Đầu mùa giải | Đầu mùa giải     | Đầu mùa giải          | Đầu mùa giải  | Đầu mùa giải |
| ------------- | ------------ | ---------------- | --------------------- | ------------- | ------------ |
| 1             | TĐ           | Bruno Cantanhede | Al-Mesaimeer SC       | Không tiết lộ | [ 1 ]        |
| 2             | TĐ           | Paulo Conrado    | BG Pathum United      | Không tiết lộ | [ 1 ]        |
| 3             | HV           | Nguyễn Sỹ Nam    | Hồng Lĩnh Hà Tĩnh     | Tự do         | [ 1 ]        |
| 4             | TV           | Lâm Ti Phông     | Thành phố Hồ Chí Minh | Tự do         | [ 1 ]        |
| 5             | HV           | Nguyễn Nam Anh   | Sài Gòn               | Tự do         | [ 1 ]        |
| 6             | TV           | Trần Văn Hòa     | Cần Thơ               | Tự do         | [ 1 ]        |
| 7             | HV           | Hoàng Thái Bình  | Hải Phòng             | Tự do         | [ 1 ]        |
| 8             | TĐ           | Lê Thanh Bình    | Khánh Hòa             | Tự do         | [ 1 ]        |
| Giữa mùa giải |              |                  |                       |               |              |
| 1             | TĐ           | Võ Nguyên Hoàng  | PVF–CAND              | Cho mượn      | [ 2 ]        |

#### Rời đi
| #            | VT           | Cầu thủ              | Đến                  | Phí          | Ref.         |
| Đầu mùa giải | Đầu mùa giải | Đầu mùa giải         | Đầu mùa giải         | Đầu mùa giải | Đầu mùa giải |
| ------------ | ------------ | -------------------- | -------------------- | ------------ | ------------ |
| 1            | TĐ           | Zé Paulo             | Hồng Lĩnh Hà Tĩnh    | Tự do        | [ 3 ]        |
| 2            | HV           | Lục Xuân Hưng        | PVF-Công An Nhân Dân | Tự do        | [ 3 ]        |
| 3            | TĐ           | Gustavo Santos Costa | Dornbirn             | Tự do        | [ 3 ]        |

## Tiền mùa giải và giao hữu
Ngày 10-12, CLB Đông Á Thanh Hóa ra mắt HLV trưởng Velizar Popov và trợ lý HLV thể lực Nikita Udovenko, đồng thời chính thức hội quân chuẩn bị mùa giải mới.
| 7 tháng 1 năm 2023 | Đông Á Thanh Hóa | 1–0 | Phố Hiến | Thanh Hóa               |  |
| 16:00              |                  |     |          | Sân vận động: Thanh Hóa |  |

| 11 tháng 1 năm 2023 | Đông Á Thanh Hóa | 3–2 | Sông Lam Nghệ An | Thanh Hóa               |  |
| 17:00               |                  |     |                  | Sân vận động: Thanh Hóa |  |

## Mùa giải

### Kết quả tổng quát
| Giải đấu     | Trận đấu đầu tiên | Trận đấu cuối cùng | Vòng đấu mở màn | Vị trí chung cuộc | Thành tích | Thành tích | Thành tích | Thành tích | Thành tích | Thành tích | Thành tích | Thành tích |
| Giải đấu     | Trận đấu đầu tiên | Trận đấu cuối cùng | Vòng đấu mở màn | Vị trí chung cuộc | ST         | T          | H          | B          | BT         | BB         | HS         | % thắng    |
| ------------ | ----------------- | ------------------ | --------------- | ----------------- | ---------- | ---------- | ---------- | ---------- | ---------- | ---------- | ---------- | ---------- |
| V.League 1   | 3 tháng 2, 2023   | 27 tháng 8, 2023   | Vòng 1          | Thứ 4             | 20         | 8          | 7          | 5          | 27         | 22         | +5         | 040,00     |
| Cúp Quốc gia | 6 tháng 7, 2023   | 20 tháng 8, 2023   | Vòng 16 đội     | Vô địch           | 4          | 3          | 1          | 0          | 9          | 1          | +8         | 075,00     |
| Tổng cộng    | Tổng cộng         | Tổng cộng          | Tổng cộng       | Tổng cộng         | 24         | 11         | 8          | 5          | 36         | 23         | +13        | 045,83     |

Cập nhật lần cuối: 23 tháng 8, 2023
Nguồn: Các giải đấu

### Giải vô địch quốc gia
Lịch thi đấu Giải bóng đá Vô địch Quốc gia 2023 được công bố vào ngày 26 tháng 12 năm 2022.

#### Bảng xếp hạng

##### Giai đoạn 1
| VT | Đội              | ST | T | H | B | BT | BB | HS  | Đ  | Giành quyền tham dự              |
| -- | ---------------- | -- | - | - | - | -- | -- | --- | -- | -------------------------------- |
| 1  | Công an Hà Nội   | 13 | 7 | 3 | 3 | 29 | 15 | +14 | 24 | Tham dự nhóm vô địch giai đoạn 2 |
| 2  | Đông Á Thanh Hóa | 13 | 6 | 5 | 2 | 20 | 15 | +5  | 23 | Tham dự nhóm vô địch giai đoạn 2 |
| 3  | Hà Nội           | 13 | 6 | 4 | 3 | 18 | 12 | +6  | 22 | Tham dự nhóm vô địch giai đoạn 2 |
| 4  | Viettel          | 13 | 5 | 6 | 2 | 14 | 11 | +3  | 21 | Tham dự nhóm vô địch giai đoạn 2 |
| 5  | Hải Phòng        | 13 | 4 | 7 | 2 | 14 | 13 | +1  | 19 | Tham dự nhóm vô địch giai đoạn 2 |

##### Giai đoạn 2 (Nhóm đua vô địch)
| VT | Đội                | ST | T | H | B | BT | BB | HS | Đ  | Giành quyền tham dự                                                 |
| -- | ------------------ | -- | - | - | - | -- | -- | -- | -- | ------------------------------------------------------------------- |
| 3  | Viettel            | 20 | 8 | 8 | 4 | 23 | 17 | +6 | 32 |                                                                     |
| 4  | Đông Á Thanh Hóa   | 20 | 8 | 7 | 5 | 27 | 22 | +5 | 31 | Tham dự vòng bảng Giải vô địch bóng đá các câu lạc bộ ASEAN 2024–25 |
| 5  | Thép Xanh Nam Định | 20 | 7 | 8 | 5 | 19 | 19 | 0  | 29 |                                                                     |

1. ↑  Đông Á Thanh Hóa giành quyền tham dự Giải vô địch bóng đá các câu lạc bộ ASEAN 2024–25 nhờ vô địch Cúp Quốc gia 2023.

#### Kết quả tổng quát
| Tổng thể | Tổng thể | Tổng thể | Tổng thể | Tổng thể | Tổng thể | Tổng thể | Tổng thể | Sân nhà | Sân nhà | Sân nhà | Sân nhà | Sân nhà | Sân nhà | Sân khách | Sân khách | Sân khách | Sân khách | Sân khách | Sân khách |
| ST       | T        | H        | B        | BT       | BB       | HS       | Đ        | T       | H       | B       | BT      | BB      | HS      | T         | H         | B         | BT        | BB        | HS        |
| -------- | -------- | -------- | -------- | -------- | -------- | -------- | -------- | ------- | ------- | ------- | ------- | ------- | ------- | --------- | --------- | --------- | --------- | --------- | --------- |
| 20       | 8        | 7        | 5        | 27       | 22       | +5       | 31       | 5       | 1       | 5       | 17      | 17      | 0       | 3         | 6         | 0         | 10        | 5         | +5        |

#### Kết quả từng vòng

##### Giai đoạn 1
| Vòng    | 1 | 2 | 3 | 4 | 5 | 6 | 7 | 8 | 9 | 10 | 11 | 12 | 13 |
| ------- | - | - | - | - | - | - | - | - | - | -- | -- | -- | -- |
| Sân     | A | H | H | A | A | H | H | A | H | A  | H  | A  | H  |
| Kết quả | W | D | W | D | W | W | W | D | W | D  | L  | D  | L  |
| Vị trí  | 2 | 4 | 3 | 4 | 2 | 2 | 1 | 1 | 1 | 1  | 1  | 2  | 2  |

##### Giai đoạn 2
| Vòng    | 1 | 2 | 3 | 4 | 5 | 6 | 7 |
| ------- | - | - | - | - | - | - | - |
| Sân     | H | A | H | A | H | H | A |
| Kết quả | L | W | W | D | L | L | D |
| Vị trí  | 4 | 3 | 2 | 3 | 4 | 4 | 4 |

#### Các trận đấu
Thắng  Hòa  Thua
  Chưa thi đấu

##### Giai đoạn 1
| 3 tháng 2 năm 2023 1 - GĐ1 | Khánh Hòa                                                                                              | 1–2      | Đông Á Thanh Hóa | Nha Trang, Khánh Hòa                                                              |  |
| 17:00                      | - Lê Duy Thanh 6' - Jairo Rodrigues 42' - Lê Tiến Anh 79' - Douglas Minero 90' - Nguyễn Văn Việt 90+2' | Chi tiết | - Bruno Cantanhede 8' - Nguyễn Hữu Dũng 9' - Gustavo Santos 42' - Paulo Conrado 42' - Lâm Ti Phông 70' - Nguyễn Sỹ Nam 90+5' | Sân vận động: Sân vận động 19 tháng 8 Lượng khán giả: 8000 Trọng tài: Ngô Duy Lân |  |

| 7 tháng 2 năm 2023 2 - GĐ1 | Đông Á Thanh Hóa   | 0–0      | Sông Lam Nghệ An                         | Thành phố Thanh Hóa, Thanh Hóa                                         |  |
| 18:00                      | Văn Quyết 71', 82' | Chi tiết | - Thái Bá Sang 32' - Vytas Gašpuitis 69' | Sân vận động: Thanh Hóa Lượng khán giả: 5000 Trọng tài: Trương Hồng Vũ |  |

| 12 tháng 2 năm 2023 3 - GĐ1 | Đông Á Thanh Hóa                                                                                          | 1–0      | SHB Đà Nẵng                                                                        | Thành phố Thanh Hóa, Thanh Hóa                                          |  |
| 18:00                       | - Lâm Ti Phông 20' - Bruno Cantanhede 77' 90+3' - HLV Velizar Popov 88' - HLV thể lực Nikita Udovenko 88' | Chi tiết | - Phạm Đình Duy 14' - Đào Nhật Minh 52' - Võ Ngọc Toàn 65' - Liễu Quang Vinh 90+3' | Sân vận động: Thanh Hóa Lượng khán giả: 7000 Trọng tài: Nguyễn Mạnh Hải |  |

| 17 tháng 2 năm 2023 4 - GĐ1 | Hà Nội | 0–0      | Đông Á Thanh Hóa | Đống Đa, Hà Nội                                                         |  |
| 19:15                       |        | Chi tiết |                  | Sân vận động: Hàng Đẫy Lượng khán giả: 8.000 Trọng tài: Trần Đình Thịnh |  |

| 08 tháng 4 năm 2023 5 - GĐ1 | Topenland Bình Định | 0–1               | Đông Á Thanh Hóa                           | Quy Nhơn, Bình Định                                                   |  |
| 18:00                       |                     | Chi tiết FPT Play | - Bruno Cantanhede 12' - Nguyễn Sỹ Nam 73' | Sân vận động: Quy Nhơn Lượng khán giả: 4.000 Trọng tài: Hoàng Ngọc Hà |  |

| 12 tháng 4 năm 2023 6 - GĐ1 | Đông Á Thanh Hóa | 4–1      | Hồng Lĩnh Hà Tĩnh                                                                                         | Thành phố Thanh Hóa, Thanh Hóa                                            |  |
| 18:00                       | - Paulo Conrado 69' (ph.đ.) - Janclesio Almeida 78' (l.n.) - Lê Thanh Bình 81' 82' - Nguyễn Hữu Dũng 86' - Lê Văn Thắng 90+4' | Chi tiết | - Đào Văn Nam 27' - Nguyễn Trung Học 42' - Phạm Văn Long 65' - Nguyễn Xuân Hùng 89' - Ngô Xuân Toàn 90+1' | Sân vận động: Thanh Hóa Lượng khán giả: 5.000 Trọng tài: Hoàng Thanh Bình |  |

| 17 tháng 4 năm 2023 7 - GĐ1 | Đông Á Thanh Hóa                                                                                        | 5–3                             | Thành phố Hồ Chí Minh | Thành phố Thanh Hóa, Thanh Hóa                                                            |  |
| 18:00                       | - Nguyễn Trọng Hùng 28' - Gustavo Santos 33' 53' - Paulo Conrado 36' - A Mít 75' - Bruno Cantanhede 76' | Chi tiết FPT Play, HTV Thể thao | - Võ Huy Toàn 10' - Lê Cao Hoài An 27' - Dương Văn Trung 35' - Hoàng Vũ Samson 44', 89' - Đào Quốc Gia 59' - Victor Mansaray 63' (ph.đ.) | Sân vận động: Thanh Hóa Lượng khán giả: 7.000 Trọng tài: Razlan Joffri Bin Ali (Malaysia) |  |

| 19 tháng 5 năm 2023 8 - GĐ1 | Hoàng Anh Gia Lai                               | 2–2               | Đông Á Thanh Hóa                                                      | Pleiku, Gia Lai                                                        |  |
| 17:00                       | - Trần Minh Vương 23' - Đinh Thanh Bình 87' 88' | Chi tiết FPT Play | - Nguyễn Minh Tùng 27' - Paulo Conrado 53' 59' - Bruno Cantanhede 77' | Sân vận động: Pleiku Lượng khán giả: 6.000 Trọng tài: Nguyễn Ngọc Châu |  |

| 28 tháng 5 năm 2023 9 - GĐ1 | Đông Á Thanh Hóa                                                        | 3–2               | Viettel                                                                 | Thành phố Thanh Hóa, Thanh Hóa                                           |  |
| 18:00                       | - Nguyễn Hữu Dũng 30' - Gustavo Santos 73', 88' - Nguyễn Trọng Hùng 80' | Chi tiết FPT Play | - Jahongir Abdumominov 35' 74' - Bùi Duy Thường 36' - Dương Văn Hào 50' | Sân vận động: Thanh Hóa Lượng khán giả: 8.000 Trọng tài: Nguyễn Mạnh Hải |  |

| 1 tháng 6 năm 2023 10 - GĐ1 | Becamex Bình Dương                                                                             | 1–1               | Đông Á Thanh Hóa       | Thủ Dầu Một, Bình Dương                                               |  |
| 17:00                       | - Đặng Thanh Hoàng 1' - Đoàn Hải Quân 14' - Nguyễn Trần Việt Cường 43' - Lưu Tự Nhân 70' 90+5' | Chi tiết FPT Play | - Bruno Cantanhede 80' | Sân vận động: Gò Đậu Lượng khán giả: 8.000 Trọng tài: Trần Đình Thịnh |  |

| 5 tháng 6 năm 2023 11 - GĐ1 | Đông Á Thanh Hóa | 1–4                             | Công an Hà Nội | Thành phố Thanh Hóa, Thanh Hóa |  |
| 18:00                       |                  | Chi tiết FPT Play, HTV Thể thao |                | Sân vận động: Thanh Hóa        |  |

| 24 tháng 6 năm 2023 12 - GĐ1 | Thép Xanh Nam Định | 0–0                      | Đông Á Thanh Hóa     | Thành phố Nam Định, Nam Định                                             |  |
| 18:00                        |                    | Chi tiết FPT Play, TV360 | - Gustavo Santos 46' | Sân vận động: Thiên Trường Lượng khán giả: 10.000 Trọng tài: Ngô Duy Lân |  |

| 2 tháng 7 năm 2023 13 - GĐ1 | Đông Á Thanh Hóa                           | 0–1                      | Hải Phòng                                                      | Thành phố Thanh Hóa, Thanh Hóa                                           |  |
| 17:00                       | - Đinh Tiến Thành 40' - Gustavo Santos 76' | Chi tiết FPT Play, TV360 | - Yuri Mamute 2' - Phạm Mạnh Hùng 61' - Benjamin Van Meurs 72' | Sân vận động: Thanh Hóa Lượng khán giả: 9.000 Trọng tài: Trần Đình Thịnh |  |

##### Giai đoạn 2 (Nhóm tranh vô địch)
| 16 tháng 7 năm 2023 1 - GĐ2 | Đông Á Thanh Hóa | 0–2                      | Thép Xanh Nam Định                          | Thành phố Thanh Hóa, Thanh Hóa                                            |  |
| 18:00                       |                  | Chi tiết FPT Play, TV360 | - Trần Ngọc Sơn 32' - Douglas Countinho 44' | Sân vận động: Thanh Hóa Lượng khán giả: 7.000 Trọng tài: Nguyễn Đình Thái |  |

| 22 tháng 7 năm 2023 2 - GĐ2 | Hải Phòng                               | 0–3                            | Đông Á Thanh Hóa | Quận Ngô Quyền, Hải Phòng                                           |  |
| 19:15                       | - Lê Mạnh Dũng 48' - Phạm Mạnh Hùng 88' | Chi tiết FPT Play, TV360, VTV5 | - Lê Văn Thắng 9' - Doãn Ngọc Tân 17' - CBPTKT Nguyễn Chí Công 19' - Gustavo Sant'Ana Santos 24' - CBPTKT Hoàng Thanh Tùng 44' - CBPTKT Nguyễn Thành Dũng 45' 45' - HLV Velizar Popov 45+2' - Bruno Cantanhede 65' - A Mít 85' | Sân vận động: Lạch Tray Lượng khán giả: 6.000 Trọng tài: Lê Vũ Linh |  |

| 27 tháng 7 năm 2023 3 - GĐ2 | Đông Á Thanh Hóa                                                          | 2–0                                    | Topenland Bình Định     | Thành phố Thanh Hóa, Thanh Hóa                                           |  |
| 18:00                       | - Bruno Cantanhede 38', 83' - Nguyễn Thanh Diệp 81' - Đinh Tiến Thành 90' | Chi tiết FPT Play, TV360, HTV Thể thao | - Lý Công Hoàng Anh 27' | Sân vận động: Thanh Hóa Lượng khán giả: 5.000 Trọng tài: Trần Đình Thịnh |  |

| 02 tháng 8 năm 2023 4 - GĐ2 | Hồng Lĩnh Hà Tĩnh                             | 0–0                               | Đông Á Thanh Hóa                                                                                     | Thành phố Hà Tĩnh, Hà Tĩnh                                          |  |
| 18:00                       | - Phạm Văn Long 73' - Trần Văn Công 29' 90+2' | Chi tiết FPT Play, TV360, HTV Key | - Doãn Ngọc Tân 30' - Gustavo Sant'Ana Santos 66' - CBPTKT Nguyễn Chí Công 70' - Hoàng Thái Bình 73' | Sân vận động: Hà Tĩnh Lượng khán giả: 3.000 Trọng tài: Vũ Nguyên Vũ |  |

| 06 tháng 8 năm 2023 5 - GĐ2 | Đông Á Thanh Hóa | 0–1                               | Viettel                   | Thành phố Thanh Hóa, Thanh Hóa                                           |  |
| 18:00                       |                  | Chi tiết FPT Play, TV360, HTV Key | - Nguyễn Thanh Bình 90+2' | Sân vận động: Thanh Hóa Lượng khán giả: 8.000 Trọng tài: Trần Đình Thịnh |  |

| 12 tháng 8 năm 2023 6 - GĐ2 | Đông Á Thanh Hóa                             | 1–3                               | Hà Nội                            | Thành phố Thanh Hóa, Thanh Hóa                                                  |  |
| 17:00                       | - Hoàng Thái Bình 27' - Bruno Cantanhede 68' | Chi tiết FPT Play, TV360, HTV Key | Chi tiết FPT Play, TV360, HTV Key | Sân vận động: Thanh Hóa Lượng khán giả: 7.000 Trọng tài: Tuan Yassin (Malaysia) |  |

| 27 tháng 8 năm 2023 7 - GĐ2 | Công an Hà Nội | 1–1                                    | Đông Á Thanh Hóa | Đống Đa, Hà Nội                                                          |  |
| 17:00                       |                | Chi tiết FPT Play, TV360, HTV Thể thao |                  | Sân vận động: Hàng Đẫy Lượng khán giả: 14.000 Trọng tài: Trần Đình Thịnh |  |

### Cúp quốc gia
| 6 tháng 7 năm 2023 Vòng 1/8 | Đông Á Thanh Hóa | 4–0                      | Bà Rịa – Vũng Tàu            | Thanh Hóa                                                                             |  |
| 18:00                       | - Trịnh Văn Lợi 6' - Nguyễn Hữu Dũng 20' - Lê Văn Thắng 23' - Nguyễn Thái Sơn 71' - Doãn Ngọc Tân 71' 77' - Lê Thanh Bình 79' - Nguyễn Minh Tùng 88' | Chi tiết FPT Play, TV360 | - Nguyễn Thái Quốc Cường 78' | Sân vận động: Sân vận động Thanh Hóa Lượng khán giả: 2.000 Trọng tài: Trần Trung Hiếu |  |

| 10 tháng 7 năm 2023 Tứ kết | Đông Á Thanh Hóa                                 | 1–0                      | Phù Đổng                                                               | Thanh Hóa                                                                          |  |
| 18:00                      | - Lê Thanh Bình 39' (ph.đ.) - Lê Văn Thắng 45+2' | Chi tiết FPT Play, TV360 | - HLV Nguyễn Văn Đàn 42' - Nguyễn Hồng Sơn 90' - Dương Văn Cường 90+3' | Sân vận động: Sân vận động Thanh Hóa Lượng khán giả: 4.000 Trọng tài: Vũ Phúc Hoan |  |

| 16 tháng 8 năm 2023 Bán kết | Đông Á Thanh Hóa | 4–1                               | PVF–CAND                                                                             | Thanh Hóa                                                                              |  |
| 18:00                       | - Nguyễn Trọng Hùng 25' - Ngô Viết Phú 28' (l.n.) - Lê Thanh Bình 45+1' - Lê Phạm Thành Long 50' - Hoàng Đình Tùng 90' 90' | Chi tiết FPT Play, TV360, VTV5TNB | - Trần Đức Nam 50' - Nguyễn Đức Phú 64' - Nguyễn Thanh Nhàn 66' - Huỳnh Công Đến 88' | Sân vận động: Sân vận động Thanh Hóa Lượng khán giả: 8.000 Trọng tài: Nguyễn Viết Duẩn |  |

| 20 tháng 8 năm 2023 Chung kết                                                       | Đông Á Thanh Hóa | 0–0 (5-3 p)                                                           | Viettel                                                        | Thanh Hóa                                                                           |  |
| 18:00                                                                               |                  | Chi tiết FPT Play, TV360, VTV5TN                                      | - Mohamed Essam 24' - Dương Văn Hào 29' - Nguyễn Đức Chiến 65' | Sân vận động: Sân vận động Thanh Hóa Lượng khán giả: 10.000 Trọng tài: Vũ Nguyên Vũ |  |
|                                                                                     |                  | Loạt sút luân lưu                                                     |                                                                |                                                                                     |  |
| - Paulo Conrado - Lê Thanh Bình - Gustavo Santos - Đàm Tiến Dũng - Bruno Cantanhede |                  | - Nguyễn Hoàng Đức - Bùi Tiến Dũng - Nguyễn Đức Chiến - Mohamed Essam |                                                                |                                                                                     |  |

## Thống kê mùa giải

### Thống kê đội hình
| Số       | VT      | QT       | Cầu thủ            | Tổng số | Tổng số | V.League | V.League | Cúp Quốc gia | Cúp Quốc gia |         |         |         |         |
| Số       | VT      | QT       | Cầu thủ            | Trận    | Bàn     | Trận     | Bàn      | Trận         | Bàn          |         |         |         |         |
| Thủ môn  | Thủ môn | Thủ môn  | Thủ môn            | Thủ môn | Thủ môn | Thủ môn  | Thủ môn  | Thủ môn      | Thủ môn      | Thủ môn | Thủ môn | Thủ môn | Thủ môn |
| -------- | ------- | -------- | ------------------ | ------- | ------- | -------- | -------- | ------------ | ------------ | ------- | ------- | ------- | ------- |
| 1        | TM      | Việt Nam | Lương Bá Sơn       | 0       | 0       | 0        | 0        | 0            | 0            |         |         |         |         |
| 25       | TM      | Việt Nam | Nguyễn Thanh Diệp  | 19      | 0       | 16       | 0        | 3            | 0            |         |         |         |         |
| 67       | TM      | Việt Nam | Trịnh Xuân Hoàng   | 5       | 0       | 4        | 0        | 1            | 0            |         |         |         |         |
| Hậu vệ   |         |          |                    |         |         |          |          |              |              |         |         |         |         |
| 3        | HV      | Việt Nam | Vũ Xuân Cường      | 0       | 0       | 0        | 0        | 0            | 0            |         |         |         |         |
| 4        | HV      | Việt Nam | Đàm Tiến Dũng      | 14      | 0       | 2+8      | 0        | 3+1          | 0            |         |         |         |         |
| 5        | HV      | Việt Nam | Nguyễn Minh Tùng   | 19      | 1       | 13+2     | 0        | 4            | 1            |         |         |         |         |
| 6        | HV      | Việt Nam | Nguyễn Sỹ Nam      | 16      | 0       | 11+3     | 0        | 0+2          | 0            |         |         |         |         |
| 14       | HV      | Việt Nam | Trương Thanh Nam   | 2       | 0       | 2        | 0        | 0            | 0            |         |         |         |         |
| 15       | HV      | Việt Nam | Trịnh Văn Lợi      | 14      | 1       | 6+4      | 0        | 4            | 1            |         |         |         |         |
| 16       | HV      | Việt Nam | Đinh Tiến Thành    | 14      | 0       | 6+4      | 0        | 2+2          | 0            |         |         |         |         |
| 18       | HV      | Việt Nam | Nguyễn Nam Anh     | 0       | 0       | 0        | 0        | 0            | 0            |         |         |         |         |
| 21       | HV      | Việt Nam | Nguyễn Đình Huyên  | 1       | 0       | 0+1      | 0        | 0            | 0            |         |         |         |         |
| 29       | HV      | Việt Nam | Đoàn Ngọc Hà       | 9       | 0       | 3+5      | 0        | 0+1          | 0            |         |         |         |         |
| 95       | HV      | Brasil   | Gustavo Sant'Ana   | 18      | 4       | 17       | 4        | 1            | 0            |         |         |         |         |
| Tiền vệ  |         |          |                    |         |         |          |          |              |              |         |         |         |         |
| 2        | TV      | Việt Nam | Hoàng Đình Tùng    | 2       | 1       | 0        | 0        | 1+1          | 1            |         |         |         |         |
| 7        | TV      | Việt Nam | Nguyễn Hữu Dũng    | 15      | 1       | 12+1     | 1        | 2            | 0            |         |         |         |         |
| 9        | TV      | Việt Nam | Lê Xuân Hùng       | 0       | 0       | 0        | 0        | 0            | 0            |         |         |         |         |
| 10       | TV      | Việt Nam | Lê Văn Thắng       | 7       | 3       | 1+4      | 2        | 2            | 1            |         |         |         |         |
| 11       | TV      | Việt Nam | Lê Phạm Thành Long | 23      | 0       | 18+1     | 0        | 4            | 0            |         |         |         |         |
| 12       | TV      | Việt Nam | Nguyễn Thái Sơn    | 19      | 0       | 6+9      | 0        | 2+2          | 0            |         |         |         |         |
| 17       | TV      | Việt Nam | Lâm Ti Phông       | 19      | 2       | 12+5     | 2        | 2            | 0            |         |         |         |         |
| 19       | TV      | Việt Nam | Lê Quốc Phương     | 14      | 0       | 2+9      | 0        | 2+1          | 0            |         |         |         |         |
| 22       | TV      | Việt Nam | Trần Văn Hòa       | 0       | 0       | 0        | 0        | 0            | 0            |         |         |         |         |
| 27       | TV      | Việt Nam | A Mít              | 22      | 1       | 14+4     | 1        | 2+2          | 0            |         |         |         |         |
| 28       | TV      | Việt Nam | Hoàng Thái Bình    | 22      | 0       | 18+1     | 0        | 3            | 0            |         |         |         |         |
| 32       | TV      | Việt Nam | Lê Ngọc Nam        | 1       | 0       | 0+1      | 0        | 0            | 0            |         |         |         |         |
| 34       | TV      | Việt Nam | Doãn Ngọc Tân      | 21      | 1       | 12+6     | 0        | 1+2          | 1            |         |         |         |         |
| Tiền đạo |         |          |                    |         |         |          |          |              |              |         |         |         |         |
| 8        | TĐ      | Việt Nam | Võ Nguyên Hoàng    | 2       | 0       | 0+2      | 0        | 0            | 0            |         |         |         |         |
| 20       | TĐ      | Việt Nam | Nguyễn Trọng Hùng  | 21      | 2       | 13+4     | 1        | 2+2          | 1            |         |         |         |         |
| 37       | TĐ      | Brasil   | Bruno Cantanhede   | 21      | 11      | 20       | 11       | 1            | 0            |         |         |         |         |
| 77       | TĐ      | Brasil   | Paulo Conrado      | 14      | 3       | 10+3     | 3        | 0+1          | 0            |         |         |         |         |
| 91       | TĐ      | Việt Nam | Lê Thanh Bình      | 14      | 3       | 2+8      | 1        | 2+2          | 2            |         |         |         |         |

Nguồn: Competitions

### Cầu thủ ghi bàn
| #                                | Số áo                            | Cầu thủ                          | V.League 1 | Cúp Quốc gia | Tổng cộng |
| -------------------------------- | -------------------------------- | -------------------------------- | ---------- | ------------ | --------- |
| 1                                | 37                               | Bruno Cantanhede                 | 11         | 0            | 11        |
| 2                                | 95                               | Gustavo Sant'Ana                 | 4          | 0            | 4         |
| 3                                | 77                               | Paulo Conrado                    | 3          | 0            | 3         |
| 3                                | 10                               | Lê Văn Thắng                     | 2          | 1            | 3         |
| 5                                | 17                               | Lâm Ti Phông                     | 2          | 0            | 2         |
| 5                                | 91                               | Lê Thanh Bình                    | 1          | 1            | 2         |
| 7                                | 20                               | Nguyễn Trọng Hùng                | 1          | 0            | 1         |
| 7                                | 27                               | A Mít                            | 1          | 0            | 1         |
| 7                                | 5                                | Nguyễn Minh Tùng                 | 0          | 1            | 1         |
| 7                                | 7                                | Nguyễn Hữu Dũng                  | 1          | 0            | 1         |
| 7                                | 15                               | Trịnh Văn Lợi                    | 0          | 1            | 1         |
| 7                                | 34                               | Doãn Ngọc Tân                    | 0          | 1            | 1         |
| Cầu thủ đối phương phản lưới nhà | Cầu thủ đối phương phản lưới nhà | Cầu thủ đối phương phản lưới nhà | 1          | 1            | 1         |
| Tổng cộng                        | Tổng cộng                        | Tổng cộng                        | 27         | 9            | 36        |

### Cầu thủ kiến tạo
| #         | Số áo     | Cầu thủ            | V.League 1 | Cúp Quốc gia | Tổng cộng |
| --------- | --------- | ------------------ | ---------- | ------------ | --------- |
| 1         | 19        | Lê Quốc Phương     | 4          | 0            | 4         |
| 2         | 11        | Lê Phạm Thành Long | 3          | 0            | 3         |
| 3         | 91        | Lê Thanh Bình      | 2          | 0            | 2         |
| 3         | 17        | Lâm Ti Phông       | 2          | 0            | 2         |
| 5         | 12        | Nguyễn Thái Sơn    | 1          | 0            | 1         |
| 5         | 20        | Nguyễn Trọng Hùng  | 1          | 0            | 1         |
| 5         | 27        | A Mít              | 1          | 0            | 1         |
| 5         | 28        | Hoàng Thái Bình    | 1          | 0            | 1         |
| 5         | 77        | Paulo Conrado      | 1          | 0            | 1         |
| 5         | 95        | Gustavo Sant'Ana   | 1          | 0            | 1         |
| Tổng cộng | Tổng cộng | Tổng cộng          | 17         | 0            | 17        |

### Thủ môn giữ sạch lưới
| #         |           | Cầu thủ           | V.League 1 | Cúp Quốc gia | Tổng cộng |
| --------- | --------- | ----------------- | ---------- | ------------ | --------- |
| 1         | 25        | Nguyễn Thanh Diệp | 7          | 2            | 9         |
| 2         | 67        | Trịnh Xuân Hoàng  | 0          | 1            | 1         |
| 3         | 1         | Lương Bá Sơn      | 0          | 0            | 0         |
| Tổng cộng | Tổng cộng | Tổng cộng         | 7          | 2            | 9         |

### Thẻ phạt
| #             | Cầu thủ            | Số áo     | Vị trí    | V.League 1 | V.League 1 | Cúp Quốc gia | Cúp Quốc gia | Tổng cộng | Tổng cộng |
| #             | Cầu thủ            | Số áo     | Vị trí    | Thẻ vàng   | Thẻ đỏ     | Thẻ vàng     | Thẻ đỏ       | Thẻ vàng  | Thẻ đỏ    |
| ------------- | ------------------ | --------- | --------- | ---------- | ---------- | ------------ | ------------ | --------- | --------- |
| 1             | Nguyễn Hữu Dũng    | 7         | TV        | 3          |            |              |              | 3         |           |
| 1             | Gustavo Santos     | 95        | HV        | 3          |            |              |              | 3         |           |
| 3             | Nguyễn Sỹ Nam      | 6         | HV        | 2          |            |              |              | 2         |           |
| 3             | Bruno Cantanhede   | 37        | TĐ        | 2          |            |              |              | 2         |           |
| 3             | Paulo Conrado      | 77        | TĐ        | 2          |            |              |              | 2         |           |
| 6             | Nguyễn Minh Tùng   | 5         | HV        | 1          |            |              |              | 1         |           |
| 6             | Lê Phạm Thành Long | 11        | TV        | 1          |            |              |              | 1         |           |
| 6             | Trịnh Văn Lợi      | 15        | HV        | 1          |            |              |              | 1         |           |
| 6             | Lâm Ti Phông       | 17        | TV        | 1          |            |              |              | 1         |           |
| 6             | Nguyễn Trọng Hùng  | 20        | TĐ        | 1          |            |              |              | 1         |           |
| 6             | Nguyễn Thanh Diệp  | 25        | TM        | 1          |            |              |              | 1         |           |
| 6             | Lê Thanh Bình      | 91        | TĐ        | 1          |            |              |              | 1         |           |
| Velizar Popov | Velizar Popov      | HLV       | HLV       | 2          |            |              |              | 2         |           |
| Tổng cộng     | Tổng cộng          | Tổng cộng | Tổng cộng | 21         | 0          | 0            | 0            | 21        | 0         |